# ایلیر لطیفی
ایلیر لطیفی (انگلیسی: Ilir Latifi; ۲۸ ژوئیهٔ ۱۹۸۳ – ) ورزشکار هنرهای رزمی ترکیبی اهل سوئد بود.